# Cephalakompsus pachycheilus
Cephalakompsus pachycheilus е вид лъчеперка от семейство Шаранови (Cyprinidae). Видът е критично застрашен от изчезване.

## Разпространение
Разпространен е във Филипини.

## Описание
На дължина достигат до 13,4 cm.